# العنيد
العنيد هو فيلم كوري جنوبي من إخراج نا هونغ جين ، صدر في عام 2008 . إنها قصة حقيقية، الفيلم مستوحى من القاتل المتسلسل الكوري الجنوبي يو يونج تشول.

## ملخص
جونج هو، ضابط الشرطة السابق الذي تحول إلى قواد خارج عن القانون، يكتشف من جديد مهاراته التحقيقية عندما يعلم أن إحدى "فتياته"، مي جين، قد اختفت، مثل ثلاث أخريات قبلها. في البداية، يعتقد أنه يتعامل مع قواد آخر يبيع "فتياته"، ثم يدرك أن الأمر أكثر خطورة. بعد أن ألقي القبض على يونج مين، فحادث سيارة تافه، واعترف بقتل فتيات أخريات. الشرطة،التي كانت دون المستوى، تدرك أنها قبضت قاتلًا متسلسلًا، ولكن يجب إطلاق سراحه بعد خطأ كبير. يريد جونغ هو العثور على مي جين أكثر لأنه يعلم  ما ستعانيه من هذا المجرم الخطير.

## الورقة الفنية
- العنوان الأصلي : 추격자
- العنوان باللغة الإنجليزية : The Chaser
- تحقيق : نا هونغ جين
- سيناريو : نا هونغ جين ؛ لي شين هو وهونغ وون تشان (مقتبس)
- موسيقى : كيم جون سوك وتشوي يونغ راك
- ديكورات :لي مين بوك
- الأزياء :تشاي كيونغ هوا
- التصوير الفوتوغرافي : لي سونغ جاي
- ها :تشوي تي يونغ
- حَشد :كيم سون مين
- إنتاج :كيم سو جين ويون إن بوم
- شركة إنتاج : صور بيدانجيل
- شركة توزيع : Showbox Entertainment [الإنجليزية]
- بلد الإنتاج :  كوريا الجنوبية
- اللغة الأصلية : الكورية
- شكل : اللون - 2.35:1 - دولبي ديجيتال - 35 مم
- جنس : إثارة ، دراما
- مدة : 123 minutes
- تواريخ الإصدار :
  - كوريا الجنوبية :14 février 2008
  - فرنسا :17 mai 2008
  - بلجيكا :6 mai 2009
- الحظر: أقل من 12 سنة مع تحذير

## توزيع

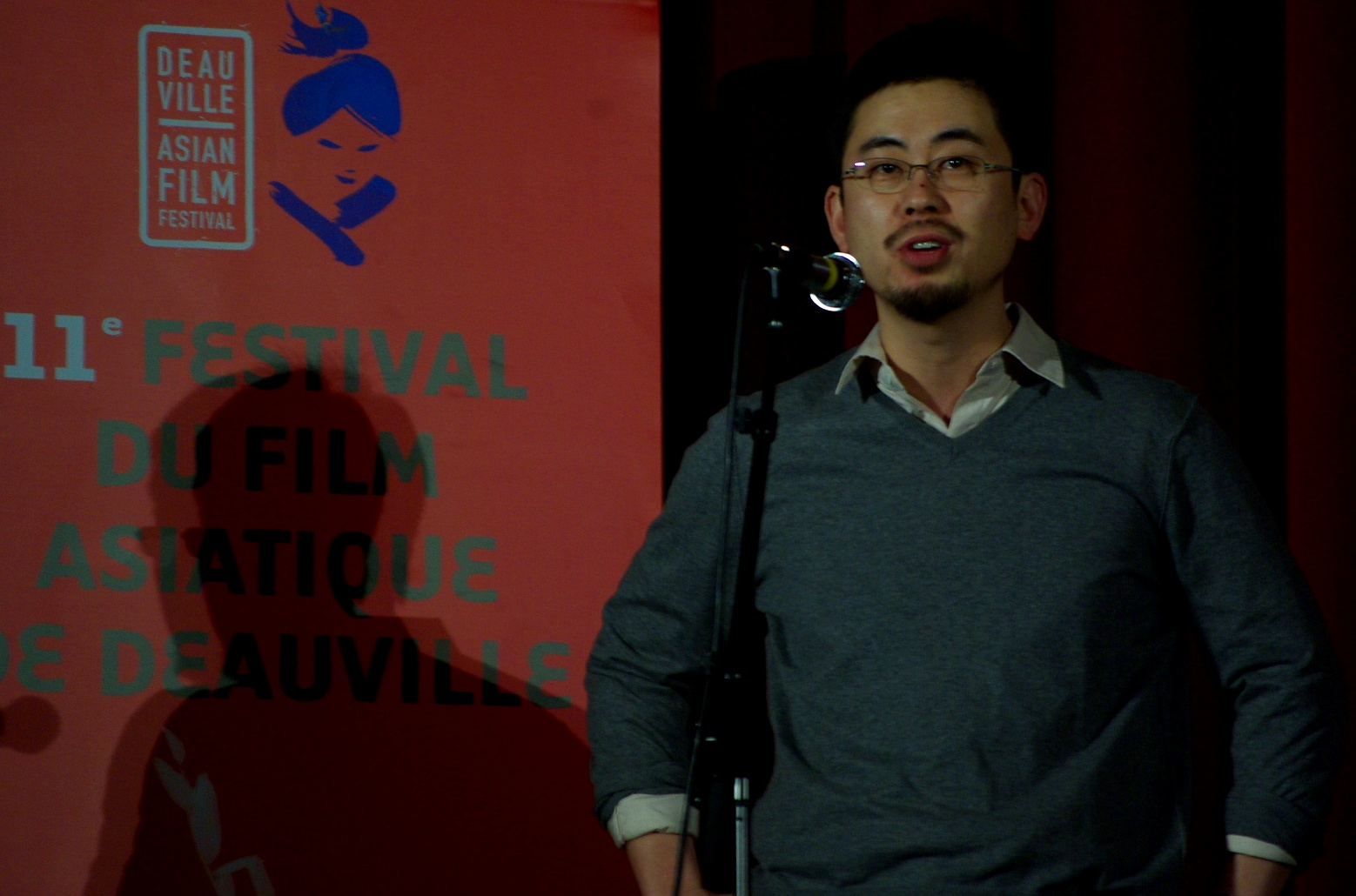
المخرج نا هونغ جين في مهرجان دوفيل السينمائي الآسيوي 2019.

- كيم يون سوك (VF :ماثيو مورو) :إيوم جونغ هو
- ها جونغ وو (VF :برونو مولينارتس) : جي يونج مين
- سيو يونغ هي (النسخة الفرنسية) : سيفيرين كايرون ) :كيم مي جين
- بارك هيو جو : المفتش أوه أون شيل
- جونغ إن جي : المفتش لي جيل وو
- كيم يو جونغ :أون جي، ابنة مي جين
- كو بون وونغ : أوه جوت
- كيم يونغ سون
- سون هي سون
- تشوي جونغ وو